# Takin' care of business
Takin' care of business is een lied van Bachman-Turner Overdrive (BTO). 

## Lied
De auteur van het lied is Randy Bachman, die al aan het nummer schreef toen hij nog deel uitmaakte van The Guess Who. Het zou in eerste instantie gaan over de geluidstechnicus van de albums van die band, die 's morgens om 8:15 de trein naar de geluidsstudio neemt (“take the 8:15 into the city”). Bachman diende het onder de werktitel White collar worker in bij de band, maar collega en zanger Burton Cummings vond het te veel lijken op Paperback Writer van The Beatles. Cummings gaf toen aan dat The Guess Who het nooit zou zingen, vanwege die gelijkenis en een mogelijk aan te spannen rechtszaak door The Beatles.
Toen die band ter ziele ging bracht Bachman het opnieuw in, nu bij BTO. Daaraan ging vooraf dat hij op de radio DJ Daryl B met zijn slagzin “We're takin' care of business”. Tijdens een van de eerste optredens in Vancouver begaf Fred Turners stem en het laatste deel van de set werd instrumentaal gespeeld, waarbij Bachman aan de band vroeg het akkoordenschema te spelen. Bachman zong toen zelf de tekst er over heen. Het sloeg direct aan; het aanwezig publiek vroeg steeds om dat nummer. Bachman bewerkte de tekst verder om het aan te laten sluiten op de nieuwe titel Takin' care of business; het kwam uit op een lied met zelfspot, waarin het gaat over een gevierd rockstar die eigenlijk niet meer hoeft te werken. Het werd daarmee een vroege voorganger van een nummer als Money for nothing van Dire Straits. Alhoewel Bachman aan Fred Turner vroeg het nummer te zingen, vond die het beter als Bachman het zelf deed; mede-ingegeven dat dat een rust zou geven aan Turners stem tijdens optredens.
Bij de opname in de Kaye-Smith Studio in Seattle (Washington) schoof Norman Durkee aan. Geluidstechnicus adviseerde Bachman hem in te schakelen voor een pianopartij. Durkee bevond zich in de naastgelegen studio, stapte in, schreef zijn partijtje op een pizzadoos en speelde het in één take in. Het leverde een sterk verhaal op (in stand gehouden door de band zelf), dat een pizzabezorger de partij had ingespeeld.
Het nummer werd opgenomen als laatste track op BTO II. Bachman zou het nummer tot in lengte van dagen spelen en voor Jazz Thing II uit 2007 arrangeren tot een nummer van vermengde blues en jazz. Bachman gebruikte het zelf ook jaren als herkenningsmelodie voor zijn radioprogramma Vinyl Tap op de Canadese radio.  

## Single
Op de grens van 1973 en 1974 werd Takin' care of business met B-kant Stonegates uitgegeven als single ter promotie van het album. Het legde de groep geen windeieren. Het nummer haalde de 12e plaats in de Billboard Hot 100 met twintig weken notering. Het zou BTO’s langst genoteerde single blijven. Ook in de Canadese hitparade van RPM kwamen noteringen met een hoogste plaats op nummer 3. Het nummer en de single passeert Nederland en België geruisloos. Tekenend daarvoor is de versie 1979 van OOR's Pop-encyclopedie, die vermeldt als grootste succes uit de beginperiode Let it ride. Voor wat betreft singles van BTO deden Nederland en België pas mee met de volgende single van BTO: You ain't seen nothin' yet, dat een bescheiden hitje werd, maar jarenlang in de Radio 2 Top 2000 terugkwam (gegevens 2020, alle versies).  